# Sacco e Vanzetti (miniserie televisiva)
Sacco e Vanzetti è uno sceneggiato in due puntate diretto da Giacomo Colli, scene di Pino Valenti: ricostruisce la tragedia dei due anarchici italiani Nicola Sacco e Bartolomeo Vanzetti, morti sulla sedia elettrica a Boston (Usa) nel 1927, per un duplice omicidio che non avevano commesso.
Interpreti principali erano: Achille Millo (Sacco), Franco Graziosi (Vanzetti), Andrea Checchi (il procuratore), Mario Ferrari (il giudice), Giuseppe Pagliarini (l'avvocato),  Stefano Varriale (il presidente del comitato), Enrico Glori.
Il lavoro è la versione italiana di The Sacco-Vanzetti Story, originale televisivo scritto da Reginald Rose nel 1960 per il ciclo Sunday Showcase della NBC, interpretato da Martin Balsam e Steven Hill con la regia di Sidney Lumet (lo stesso regista che aveva firmato la trasposizione cinematografica dell'opera forse più celebre di Rose: La parola ai giurati, anche questa inizialmente scritta per la televisione).
Il testo americano fu tradotto e adattato da Mario Fratti.  

## La censura
La Rai aveva realizzato Sacco e Vanzetti nei propri studi di Napoli nella primavera 1964, ma lo trasmise soltanto 13 anni più tardi: infatti, dopo averlo annunciato per il gennaio 1965 e in altre tre occasioni, lo mandò in onda per la prima volta giovedì 10 e venerdì 11 marzo 1977, alle 20,40 sulla Rete due, in due parti di circa 70 minuti ciascuna.  
Il regista dichiarò al settimanale Radiocorriere che lo sceneggiato era stato bloccato "per ragioni di opportunità politica ad alto livello e, credo, per certe pressioni dell'ambasciata americana"; Ugo Buzzolan sul quotidiano La Stampa faceva anche nome e cognome: Italo De Feo, vicepresidente della Rai, aveva accusato il lavoro di "antiamericanismo" e perciò era stato "congelato" tutto quel tempo. Secondo il giornalista "è curioso il fatto che il copione proveniva dall'America dove era stato trasmesso senza difficoltà": anzi con grande successo, tanto da esser candidato ai premi Emmy.
Intanto però varie cose erano accadute, sia riguardo alla vicenda dei due anarchici sia riguardo allo sceneggiato: nel 1971 era uscito, ottenendo consensi in tutto il mondo, il film di Giuliano Montaldo Sacco e Vanzetti, che aveva contribuito alla riabilitazione dei due martiri, annunciata proprio in quei mesi del 1977 e proclamata da Michael Dukakis, governatore del Massachusetts, il 23 agosto dello stesso anno, 50º anniversario dell'esecuzione dei due innocenti. 
A rendere "datata" la pur inedita produzione Rai contribuirono anche altre circostanze: alcuni degli interpreti (Checchi, Ferrari, Glori) erano morti da anni, e le due puntate, girate in bianco e nero, andarono in onda quando la Rai aveva iniziato regolari trasmissioni a colori.

## La critica
All'indomani della prima puntata, un critico televisivo sottolineò "l'efficacia della regia, la forza anche polemica della narrazione, la cura della ricostruzione ambientale, l'eccellente interpretazione" di Achille Millo e Franco Graziosi, parlando inoltre di "sobria efficacia, rigore cronistico"

## L'autore
Dal proprio originale televisivo The Sacco-Vanzetti Story, Reginald Rose trasse poi nel 1972 una versione teatrale: This Agony, This Triumph, titolo che cita parole pronunciate da Bartolomeo Vanzetti, già riprese l'anno prima nella canzone Here's to you, di Ennio Morricone e Joan Baez, pezzo forte nella collana sonora del citato film di Montaldo ("That agony is your triumph").